# کاترینا بیسیت
کاترینا بیسیت (زادهٔ ۱ مارس ۱۹۹۴) یک دونده استرالیایی در مسابقات دو نیمه‌استقامت است که در دو ۸۰۰ متر تخصص دارد. او رکورد کشورهای اقیانوسیه را هم در مسابقات داخلی و هم در مسابقات خارجی در اختیار دارد و مدال طلا را در یونیورسیاد ۲۰۱۹ به دست آورده است. بیسیت چهار عنوان قهرمانی ملی استرالیا را کسب کرده است.

## حرفه

### سال‌های اولیه
بیسیت در نیو کاسل به دنیا آمد و در کانبرا بزرگ شد. از سن ۶ سالگی در مسابقات آسیاتیک‌های کوچک شرکت کرد. او به عنوان یک نوجوان پتانسیل بالای خود را نشان داد، اما به دلیل بهبود سلامت روان، چندین سال از رقابت کنار کشید. در دوران تحصیلات دانشگاهی‌اش در دانشگاه نیو ساوت ولز، تمرینات خود را تحت نظر سرمربی دانشگاه سیدنی یعنی دین گلیسون، آغاز کرد. او در سال ۲۰۱۶ دوباره به رقابت در مسابقات پرداخت. سال بعد، بیسیت از سیدنی به ملبورن نقل مکان کرد و گلیسون او را به پیتر فورچون معرفی کرد، که به خاطر مربی‌گری دونده دو ۴۰۰ متر یعنی کتی فریمن شناخته می‌شود.

### ۲۰۱۹: فصل شکوفایی
بیسیت در سال ۲۰۱۹ به شهرت ملی رسید. پس از بهبود رکورد شخصی‌اش در طول فصل داخلی، او در قهرمانی دو و میدانی استرالیا در ماده ۸۰۰ متر با زمان ۲:۰۰٫۴۸ به پیروزی رسید. یک هفته بعد، او در قهرمانی ملی یونی‌اسپورت با زمان ۱:۵۹٫۷۸ موفق شد رکورد دو دقیقه را بشکند و به اولین زن استرالیایی در یک دهه اخیر تبدیل شود که این کار را انجام داده است.
در ماه مه، برای اولین بار بیسیت به تیم ملی دعوت شد و در مسابقات جهانی سال ۲۰۱۹ به نمایندگی از استرالیا شرکت کرد. او و جاش رالف در اولین رله مختلط ۲ در ۲ در ۴۰۰ متر به مقام دوم دست یافتند. بیسیت سپس در مسابقات ۸۰۰ متر قهرمانی اقیانوسیه و یونیورسیاد تابستانی به پیروزی رسید. او در ماه ژوئیه در بازی‌های سالگرد لندن در لیگ الماس ۲۰۱۹ به رقابت پرداخت و در اولین حضورش به مقام دوم رسید. زمان او ۱:۵۸٫۷۸ بود که رکورد جدید استرالیا را ثبت کرد و رکورد ۴۳ ساله شارلین رندینا را شکست و او را برای حضور در المپیک توکیو ۲۰۲۰ واجد شرایط کرد. دو ماه بعد، او در مسابقات قهرمانی جهانی دوحه در قطر به رقابت پرداخت، اما به دلیل آسیب‌دیدگی نتوانست از مرحله مقدماتی فراتر رود.

### ۲۰۲۰–۲۱
بیسیت در سال ۲۰۲۰ به دلیل شیوع کرونا به رقابت‌های بین‌المللی نرفت. این فرصت به او اجازه داد تا به تمرینات هوازی ادامه دهد و به‌طور کامل از آسیب‌دیدگی بهبود یابد.
در فصل داخلی ۲۰۲۱، بیسیت در سطح بالایی عمل کرد و با ثبت زمان ۱:۵۹٫۱۲، در کوئینزلند ترک کلاسیک در ماه مارس قهرمان شد. او همچنین موفق به دفاع از عنوان قهرمانی ملی ۸۰۰ متر خود شد و به‌طور رسمی به تیم المپیک استرالیا پیوست. در بازگشت به رقابت‌های اروپایی در ژوئن، بیسیت با ثبت زمان ۱:۵۸٫۰۹ در مسابقات یادبود «یانوش کوسوسینسکی» رکورد ملی خود را بهبود داد و رکورد کشورهای اقیانوسیه که در سال ۱۹۹۶ توسط تونی هاجکینسون ثبت شده بود، را شکست.
در المپیک توکیو که به تعویق افتاده بود و در ماه ژوئیه برگزار شد، بیسیت در مرحله مقدماتی ۸۰۰ متر زنان با زمان ۲:۰۱٫۶۵ به رقابت پرداخت و به‌طور نزدیکی شانس رفتن به مراحل بعدی را از دست داد. او فصل خود را در سپتامبر با شرکت در اولین بازی‌های لیگ الماس به پایان رساند و با زمان ۱:۵۹٫۶۶ به مقام هفتم در رسید. پس از پایان فصل رقابت‌ها، او تمرینات خود را تحت نظر مربی نِد بروفی-ویلیامز آغاز کرد.

### ۲۰۲۲
بیسیت در فوریه ۲۰۲۲ و در جایزه بزرگ بیرمنگام اولین حضور خود در مسابقات داخل سالن خود را تجربه کرد. او با ثبت زمان ۱:۵۹٫۴۶ در جایگاه دوم پس از کیلی هاجکینسون قرار گرفت و رکورد ملی جدیدی ثبت کرد. او در دو مسابقه دیگر از تور داخل سالن جهانی به پیروزی رسید، از جمله در کوپرنیک کاپ در تورون، جایی که حلیمه ناکای را شکست داد.
در اواخر مارس، بیسیت با زمان ۲:۰۱٫۲۴ در قهرمانی جهان داخل سالن در بلگراد به مقام پنجم رسید. دو هفته بعد، در استرالیا، او با زمان ۱:۵۹٫۸۳ برای سومین بار متوالی عنوان قهرمانی ملی را به دست آورد. در لیگ الماس، او در رم، اسلو و استکهلم با ثبت زمان زیر دو دقیقه به رقابت پرداخت و با زمان ۱:۵۸٫۵۴ در استکهلم به مقام سوم رسید و از ماری مورا و هاجکینسون عقب ماند.
در مرحله مقدماتی قهرمانی جهان که در ژوئیه در اویجن، اورگن برگزار شد، بیسیت توسط یکی از رقبایش به زمین افتاد و مورد آسیب‌دیدگی قرار گرفت. با این حال، او مسابقه را تمام کرد و توسط هیئت داوران به مرحله نیمه‌نهایی راه یافت. روز بعد، او با ۱۱ بخیه در ران و زانوی متورم به رقابت پرداخت، اما به فینال راه نیافت. علیرغم آسیب‌دیدگی‌ها، او در مسابقات کشورهای مشترک المنافع در ماه اوت شرکت کرد و با زمان ۱:۵۹٫۴۱ به مقام پنجم رسید.

### ۲۰۲۳
در فوریه ۲۰۲۳، بیسیت در سه مسابقه جهانی تور داخل سالن شرکت کرد و در یکی از این مسابقات بار دیگر زمان زیر دو دقیقه را ثبت کرد. پس از بازگشت به استرالیا، او با زمان ۱:۵۹٫۷۴ در «بریزبن ترک کلاسیک» قهرمان شد. سپس با ثبت رکورد جدید ۱:۵۸٫۳۲، سریع‌ترین زمان توسط یک استرالیایی در خاک وطن و چهارمین عنوان قهرمانی ملی خود را به دست آورد.